# Makszim Plakuscsenko
Makszim Plakuscsenko (héberül: מקסים פלקושצנקו; Vinnicja , 1996. január 4. –) ukrán születésű izraeli utánpótlás-válogatott labdarúgó, a MK Makkabi Netánjá játékosa.

## Pályafutása

### Klubcsapatokban
Plakuscsenko az izraeli Hapóél Haifa akadémiáján nevelkedett, az izraeli élvonalban 2015. február 21-én egy Makkabi Tel-Aviv elleni mérkőzésen mutatkozott be. 2018-ban izraeli kupagyőztes, 2019-ben izraeli szuperkupagyőztes lett csapatával. 2022 júniusától a magyar élvonalbeli Budapest Honvéd labdarúgója volt. 2023. június 28-án bejelentették, hogy szerződést bontanak az izraeli középpályással. A játékos összesen 19 (16 bajnoki és három MOL Magyar Kupa) mérkőzésen lépett pályára a fővárosi klub színeiben. Még júniusban bejelentették, hogy a MK Makkabi Netánjá csapatánál folytatja pályafutását.

### Válogatott
Többszörös izraeli utánpótlás-válogatott. 2018 szeptemberében meghívót kapott a felnőtt válogatott Észak-Írország elleni barátságos mérkőzésére készülő keretébe, végül a találkozón nem lépett pályára.

## Sikerei, díjai
Hapóél Haifa
- Izraeli kupa: 2018
- Izraeli szuperkupa: 2019